# 娜丁·韋拉施尼格
娜丁·韋拉施尼格（德語：Nadine Weratschnig，1998年4月18日—）是一名奧地利輕艇激流運動員，她自2013年開始以來一直參加國際比賽，運動生涯期間曾參加2014年南京青奧會和2020年東京奧運會。